# Brjanta
Die Brjanta (russisch Брянта) ist ein rechter Nebenfluss der Seja in der Oblast Amur im Fernen Osten Russlands.
Die Brjanta entsteht an der Südflanke des Stanowoigebirges am Zusammenfluss seiner beiden Quellflüsse Bolschaja Brjanta (14 km, rechts) und Malaja Brjanta (links). Sie fließt in überwiegend südlicher Richtung durch die Obere Seja-Ebene (Верхнезейская равнина) und mündet nach 317 km in die zum Seja-Stausee aufgestaute Seja. Das Einzugsgebiet der Brjanta umfasst 14.100 km².